# Turbonilla haycocki
Turbonilla haycocki är en snäckart som beskrevs av Dall och Bartsch 1911. Turbonilla haycocki ingår i släktet Turbonilla och familjen Pyramidellidae. Inga underarter finns listade i Catalogue of Life.